# Piero Cardano
Piero Cardano (Torino, 30 aprile 1985) è un attore italiano.

## Biografia
Inizia la carriera da giovanissimo con il ruolo di antagonista nella soap opera Cuori rubati su Rai Due.
Si diploma nel 2008 al Centro Sperimentale di Cinematografia di Roma; nello stesso anno debutta al cinema interpretando Pietro nel film L'imbroglio nel lenzuolo, diretto da Alfonso Arau. Sempre nel 2008 lavora prima nella miniserie televisiva Lo smemorato di Collegno, per la regia di Maurizio Zaccaro, poi nel film Questo piccolo grande amore, diretto da Riccardo Donna. 
È il terrorista ne La prima linea, film di Renato De Maria tratto dal libro di Sergio Segio, Miccia corta. Nel 2010, dopo aver partecipato ad un corso di recitazione diretto da Toni Servillo, è uno degli attori principali dell'adattamento teatrale di Lauro Versari del celebre film Qualcuno volò sul nido del cuculo.
Il 2011 gli riserva importanti ruoli per il cinema: quello di protagonista in Poker Generation, regia di Gianluca Mingotto, e nel film 10 regole per fare innamorare diretto da Cristiano Bortone; mentre per la televisione recita in Nero Wolfe di Riccardo Donna.
È il volto di spot televisivi tra cui Philadelphia, diretto da Javier Blanco e del videoclip musicale di Gianna Nannini, Suicidio d'amore con la regia di Kal Karman.
Nel 2015 partecipa, come attore, al "Fajr International Theater Festival" di Tehran, con lo spettacolo Human Farm, un'analisi critica e simbolica sui terroristi dell'ISIS; e nello stesso anno è Giovanni, soldato napoletano ne La Guerra Grande, al teatro India, con la regia di Roberto Di Maio.
Nel 2016 torna sul grande schermo interpretando Nicola ne La notte non fa più paura, film trasmesso da Sky Cinema nel maggio 2017. Due anni dopo è protagonista del film diretto da Marco Cassini Oltre la bufera, dove interpreta Augusto Maran, il segretario del partito fascista di Argenta.

## Filmografia

### Cinema
- Questo piccolo grande amore, regia di Riccardo Donna (2009)
- La prima linea, regia di Renato De Maria (2009)
- L'imbroglio nel lenzuolo, regia di Alfonso Arau (2010)
- Poker Generation, regia di Gianluca Mingotto (2012)
- 10 regole per fare innamorare, regia di Cristiano Bortone (2012)
- Ruggero, regia di Franco Di Pietro (2012)
- L'ultimo goal, regia di Federico Di Cicilia (2013)
- La vita oscena, regia di Renato De Maria (2015)
- La notte non fa più paura, regia di Marco Cassini (2016)
- Oltre la bufera, regia di Marco Cassini (2019)
- Una relazione, regia di Stefano Sardo (2021)

### Televisione
- Cuori rubati, registi vari, Soap opera, Rai 2 (2002)
- Lo smemorato di Collegno, regia di Maurizio Zaccaro, Miniserie TV, Rai 1 (2009)
- Distretto di Polizia 10, regia di Alberto Ferrari – Serie televisiva, Canale 5, episodi 10x16 (2010)
- Nero Wolfe, regia di Riccardo Donna, Serie televisiva, Rai 1 (2012)
- Low Budget, regia di Matteo Giancaspro, Serie televisiva, Rai 4 (2014)
- La strada di casa, regia di Riccardo Donna, Serie televisiva, Rai 1 (2017-2019)
- Io sono Mia, regia di Riccardo Donna, Film TV, Rai 1 (2019)
- Il paradiso delle signore, soap opera (2019-in corso)
- Cuori, regia di Riccardo Donna, Serie televisiva, Rai 1, 17 episodi (2021-in corso)
- Bang Bang Baby, regia di Michele Alhaique - Serie televisiva,  Prime Video, episodio 1x10 (2022)
- Fiori sopra l'inferno, regia di Carlo Carlei - Serie televisiva, Rai 1, 4 episodi (2023)
- Tina Anselmi - Una vita per la democrazia, regia di Luciano Manuzzi – docu-drama (2023)

## Opere teatrali
- L'uomo dell'assicurazione, regia di Andreas Bolde (2008)
- La porta sul buio, regia di Marco Cassini (2009)
- Errore di sistema, regia di Alessandro Carvaruso (2010)
- 2010-Qualcuno volò dal nido del cuculo, regia di Lauro Versari (2010)
- Human Farm, regia di Alì Shams (2015)
- La guerra grande, regia di Roberto Di Maio (2015)
- Dedalus Lounge, regia di Roberto Di Maio (2015)
- Macbeth #Homoinstabilis, regia di Matteo Anselmi e Giuseppe Raimondo (2018)
- Progetto Antigone, regia di Alessandro Anil Biswas (2019)
- Gezzz, regia di Lauro Versari (2023)